# 高光辉
高光辉（1963年4月—），吉林东丰人。中国人民解放军少将。

## 生平
早年加入中国共产党。中国人民解放军国防大学战役学专业毕业。1997年，任团长。1999年，任装甲师副师长。2000年，任陆军第十六集团军反坦克旅旅长。2003年10月，任吉林省陆军预备役反坦克旅旅长。2004年，任陆军第十六集团军四十六师副师长。2006年5月，任陆军第十六集团军六十九师师长。2009年10月，任陆军第十六集团军（65301部队）军长。2014年9月，任成都军区副参谋长。2016年，任成都军区善后办副主任。
2013年，当选第十二届全国人民代表大会解放军代表。